# Романзинью, Франсишку
Франси́шку Романзи́нью (порт. Francisco Romãozinho; 28 марта 1943 — 12 марта 2020) — португальский автогонщик.

## Биография
Франсишку Романзинью, известный под прозвищем «Чико», родился в Каштелу-Бранку в семье врача.
Выступления в ралли начал в 1960-х годах.
Стал знаменит, прежде всего, благодаря своей победе на международном Rali TAP в октябре 1969 года.
Впоследствии, когда Rali TAP было включено в календарь чемпионата мира по ралли, Романзинью также весьма успешно выступал на этой гонке. В 1973 году он занял третье место, а в 1974 и 1975 годах приходил к финишу восьмым. Также на счету Романзинью два подиума на португальских этапах чемпионата Европы в 1982 и 1983 годах.
В подавляющем большинстве соревнований Франсишку выступал на автомобилях марки Citroën.

## Главные победы
| # | Ралли                     | Сезон | Штурман                       | Автомобиль    |
| - | ------------------------- | ----- | ----------------------------- | ------------- |
| 1 | 3º Rali Internacional TAP | 1969  | Жуан Канаш Мендиш («Жокамиш») | Citroën DS 21 |